# 関武志
関 武志（せき たけし、本名：山際 武芳、1924年〈大正13年〉4月8日 - 1984年〈昭和59年〉5月11日）は、日本のコメディアン・タレント。ポール牧とともにコント・ラッキー7を結成し、人気を博した。

## 略歴
1984年5月11日、胃がんのため死去。60歳没。関の死をもってラッキー7は解散となった（ポール牧はピン芸人として芸能活動を継続）。

## 芸風
ラッキー7時代はニッカーボッカーズに腹巻、ヘルメット、一升瓶片手という酔っ払った土工の格好が特徴だった。

## テレビドラマ
- 人造人間キカイダー 第39話「父の仇ジロー全国指名手配」（NET／東映、1973年） - 警官B 役
- 破れ奉行（1977年4月 - 12月、テレビ朝日 / 中村プロダクション）- 権助
- 赤穂浪士 第1話「花の雨」（1979年4月16日、テレビ朝日 / 東映 / 中村プロダクション）- 畳職人
- 熱中時代・刑事編 （1979年、NTV） - 加倉井勇
  - 第9話「新婚刑事 三度のピンチ」
  - 第15話「紫色の熱中刑事」
- 熱中時代 第2シリーズ 第26話「サギ師と裸の王様」（1981年、NTV） - 青田
- NHK大河ドラマ「峠の群像」（1982年、NHK）※遺作

## 映画
- 俺は上野のプレスリー（1978年、松竹）- 職人

## 演じた俳優
- ビートたけし - 『ゴールデンボーイズ 1960笑売人ブルース』（1993年8月24日、日本テレビ系）